# Littleton, North Carolina
Littleton är en småstad (town) i Halifax County i den amerikanska delstaten North Carolina med en yta av 2,5 km² och en folkmängd som uppgår till 692 invånare (2000). Orten har fått sitt namn efter delstatspolitikern William Little.
Kongressledamot Willis Alston hade sin plantage Butterwood i närheten av Littleton i början av 1800-talet. Hans grav finns på plantagens privata begravningsplats. Texas tredje guvernör Peter Hansborough Bell flyttade 1857 till staden. Hans gravplats flyttades 1930 från Littleton till Austin, Texas. Den afroamerikanska medborgarrättskämpen Ella Baker, som 1960 grundade Student Nonviolent Coordinating Committee, var uppvuxen i Littleton.